# Ботакара (село)
Ботака́ра (каз. Ботақара) — село у складі Бухар-Жирауського району Карагандинської області Казахстану. Адміністративний центр та єдиний населений пункт Ботакаринської сільської адміністрації.
Населення — 898 осіб (2021; 890 у 2009, 807 у 1999, 1243 у 1989).
Національний склад станом на 1989 рік:
- росіяни — 41 %;
- казахи — 21 %.